# 中泰玉凤花
中泰玉凤花（学名：Habenaria siamensis）为兰科玉凤花属下的一个种。种加名 siamensis 意为“暹罗的”。